# Radomlja
Radomlja je reka ali potok, ki izvira v skrajnem vzhodu doline Črni graben pod vasjo Učak in teče proti zahodu, kjer se v Dobu pri Domžalah izliva v reko Račo. Po Radomlji odtekajo vode skoraj z vsega Črnega grabna in zgornjega dela Moravške doline, skupaj kar s 60 km2 površine.

## Pritoki
Desni pritoki: Rovščica (s pritoki Želodnik, Rjavec, Jasenski graben in Srednji graben), Vrševnik, Lokovec (s pritokoma Zlatopoljščica in Korenščica), Veliki graben, Zlatenščica (s pritokoma Jelniščica in Jasnarica), Prileški potok in Javorščica s pritokom Koprivnica
Levi pritoki: Zaloka, Drtijščica (s pritoki Selščica, Stražca in Mošenjščica)

## Izvor imena Radomlja
Ime reke Radomlja je nastalo iz osnove Rado(m) - Rado, Radomir, Radomil. V bližnji okolici je tudi naselje Radomlje, ki ime isto osnovo imena.
Reka Radomlja, ki se tako imenuje od izvira nad Šentožboltom do Doba, kjer se kot desni pritok izliva v Račo, bi se morala tako imenovati vse do izliva v Kamniško Bistrico pod Šumberkom v Domžalah, saj je Radomlja daljša in bolj vodnata kot Rača.

## Opis toka Radomlje
Radomlja izrazito hudourniška, predvsem zaradi hudourniških pritokov, med katerimi je treba posebej omeniti Zlatenščico, Zlatopoljščico in Vrševnik, na dobski ravnini pa še Rovščico. Na konstantnejši pretok Radomlje, od sotočja v Trnjavi, ugodno vpliva Drtijščica, ker njeno vodo ob nalivih zadržujejo kraške jame na Moravškem, od leta 2002 pa tudi umetni jez oziroma mokri zadrževalnik Gradiško jezero. Ob gradnji avtoceste A1 Ljubljana - Celje so pod vasjo Gradišče izgradili umetni jez v dolini Drtijščice. Mokri zadrževalnik je namenjen za zaščito pred poplavami v spodnjem toku Radomlje od Krašnje naprej. V letu 2001 je podjetje Premogovnik Velenje izkopalo 935 metrov dolg vodni rov Drtijščica, ki poteka iz Radomlje v Krašnji do Drtijščice v Vinjah pri Moravčah.
V nasprotju z Račo in Drtijščico, ki pritečeta z apneniškega kraškega območja, prinaša Radomlja veliko naplavin, predvsem skrilav prod. Ker so razmeroma majhno vodno energijo Radomlje uporabljali tudi za pogon kmečkih mlinov in žag, je bilo od Šentožbolta do Šentvida več vzporednih umetnih strug, kanalov ali Mlinščic.

## Ribolovni revirji na Radomlji
Z ribolovnimi revirji v Radomlji upravlja Ribiška družina Domžale, ki je bila ustanovljena leta 1954 v Domžalah.
Ribolivna revirja:
- Radomlja 29a - salmonidni revir (od gostilne Benkovič v Blagovici - do sotočja z Drtijščico v Trnjavi)
- Radomlja 29d - mešani revir (od sotočja z Drtijščico - do sotočja z Račo)

## Pomembnejši kraji ob Radomlji
- Šentožbolt
- Blagovica
- Zgornje Loke
- Spodnje Loke
- Krašnja
- Lukovica pri Domžalah
- Krtina
- Dob